# キマユアメリカムシクイ
キマユアメリカムシクイ（学名：Dendroica fusca）は、スズメ目アメリカムシクイ科に分類される鳥類の1種。

## 生息地
- 繁殖地は、北米カナダ南部・五大湖周辺・ニューイングランド州・ノースカロライナ州南部。
- 越冬地は、中央アメリカ南部・南アメリカ。